# Neolamprologus pulcher
Neolamprologus pulcher ist eine Buntbarschart, die endemisch im ostafrikanischen Tanganjikasee an Felsküsten vorkommt.

## Merkmale
Neolamprologus pulcher wird maximal 8 cm lang, wobei die Weibchen etwas kleiner bleiben. Die Körperhöhe liegt bei 26 bis 33 % der Standardlänge. Neolamprologus pulcher ist beige gefärbt, die Unterseite ist etwas heller. Bei einigen Populationen besitzen die Schuppen der Körperseiten orange Ränder, ein Merkmale das oft zum Schwanzstiel hin immer deutlicher wird. Die unpaaren Flossen sind lang ausgezogen und haben weiße Ränder. Die Schwanzflosse endet in zwei langen weißen Filamenten. Auf den „Wangen“ finden sich hellblaue, gebogene Linien, auf dem Kiemendeckel und Präoperculum zwei dunkle Flecken.
- Flossenformel: Dorsale XVIII–XIX/8–9, Anale V–VIII/5–7
- Schuppenformel 18–22/6–11 (SL)
- Kiemenrechen: 7–14.

## Lebensweise
Neolamprologus pulcher lebt an Felsküsten, ernährt sich von kleinen Wirbellosen und von Fischbrut und bildet eine Elternfamilie, d. h. Weibchen und Männchen üben die Brutpflege gemeinsam aus und verteidigen gemeinsam das Revier. Auch ältere Jungfische helfen dabei. Der aus 20 bis 60 Eiern bestehende Laich wird in einer Höhle oder Felsspalte abgelegt. Die Tiere können Gesichter anderer Fische anhand derer Farbmuster schnell erkennen und unterscheiden.

## Systematik
Die Form wurde 1952 durch die Ichthyologen Ethelwynn Trewavas und Max Poll als Unterart von Lamprologus savoryi beschrieben (Lamprologus savoryi pulcher). Poll beschrieb 22 Jahre später eine sehr ähnliche Form als eigenständige Art unter dem wiss. Namen Lamprologus brichardi. 1991 wurden beide als eigenständige Arten der Gattung Neolamprologus zugeordnet. Sie unterscheiden sich nur in der Anordnung und Form der beiden dunklen Flecken auf dem Präoperculum. Diese ist bei Neolamprologus brichardi in Form eines liegenden ‘T’ angeordnet, bei N. pulcher sind es zwei senkrecht stehende, gebogene Streifen. N. brichardi lebt in der nördlichen Seehälfte und an verschiedenen Stellen der Südküste, N. pulcher ausschließlich an den Küsten der südlichen Seehälfte. Beide kommen niemals sympatrisch vor aber oft nah beieinander, z. B. in benachbarten Felshabitaten, die nur durch eine Flussmündung voneinander getrennt sind.

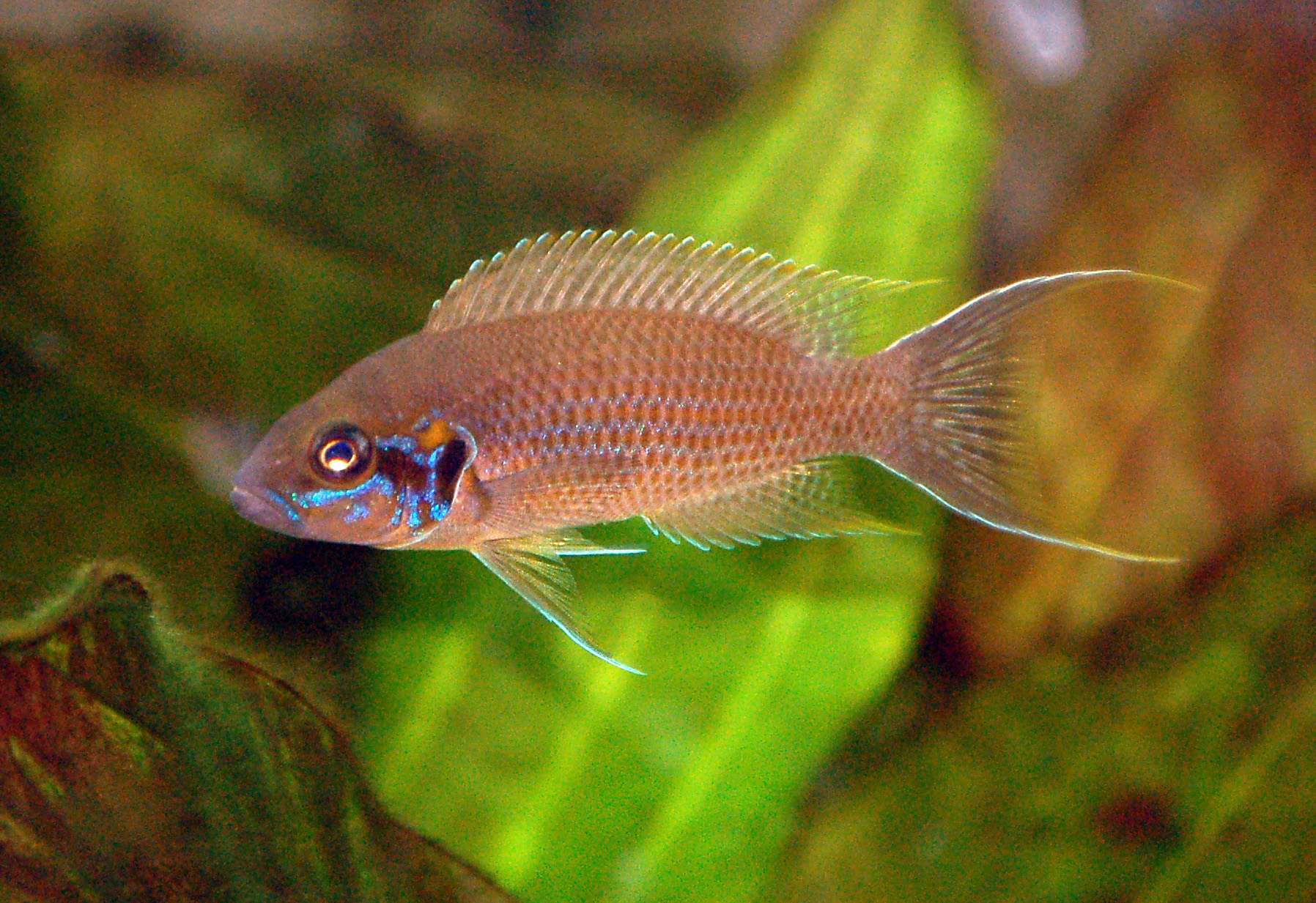
Neolamprologus olivaceous

DNA-Analysen zeigen, dass es sich nur um eine Art handelt, der „N. brichardi“-Typ mehrmals entstand und von Fischen des „N. pulcher“-Typs abstammt. Da der Name Neolamprologus pulcher zuerst eingeführt wurde, hat er nach der Prioritätsregel der biologischen Nomenklatur Vorrang vor der Bezeichnung Neolamprologus brichardi. Zusammen mit den sehr ähnlichen Arten N. crassus, N. falcicula, N. helianthus, N. marunguensis, N. olivaceous und N. sarvori bildet N. pulcher eine monophyletische Gruppe innerhalb der Lamprologini.

## Aquaristik
Die Art gehört zu den unter Aquarianern beliebtesten Tanganjikaseecichliden und wird im Handel vor allem unter der Synonymbezeichnung Neolamprologus brichardi oder unter der Trivialbezeichnung Prinzessin von Burundi, Feenbarsch oder Gabelschwanzbuntbarsch gehandelt.